# 河北麻友子
河北 麻友子（かわきた まゆこ、1991年11月28日 - ）は、日本のファッションモデル、女優。既婚。

## 来歴
アメリカ合衆国ニューヨーク州ニューヨーク出身。父はニューヨークで会社を経営している。実家はマンハッタン区にあり、2010年5月時点で隣にビヨンセ、近所にはロバート・デ・ニーロが住んでいる。
2003年、日本で女優を目指すために単身で初訪日。オスカープロモーション主催の「第9回全日本国民的美少女コンテスト」で応募者約10万人の中からグランプリ及びマルチメディア賞を受賞し芸能界入り。
2008年4月、渡日し芸能活動を本格的に始める。2011年3月、堀越高等学校卒業。
2005年12月11日、『世界組TV』（フジテレビ）にてドラマ初出演、2009年5月、『ひとりかくれんぼ 劇場版』にて映画初出演。
2011年3月26日より日本テレビで放送開始された昼の情報番組・『ヒルナンデス!』の水曜隔週レギュラーに抜擢され、28日より出演開始。バラエティー番組でブレイクするきっかけとなる。2012年4月からは金曜隔週レギュラーとなり2013年3月29日からは正式にレギュラーとなり毎週出演。
2012年2月、ファッション誌 『ViVi』の専属モデルになる。2019年4月11日、同誌の専属モデルを卒業することを発表。
2021年1月16日、一般人男性と結婚し、同日、自身のインスタグラムで発表。1月22日、レギュラー出演している『ヒルナンデス!』でも結婚を生報告した。同年末に挙式。同年3月26日をもって放送開始当初から10年間レギュラー出演し続けた『ヒルナンデス!』を卒業した。
2022年11月23日、第1子妊娠を公表。2023年4月12日、第1子出産を自身のインスタグラムなどで報告。
2025年5月24日、第2子妊娠を発表。

## 人物

### 家族
- 河北家は元長州藩士で、高祖父は吉田松陰の教え子（松下村塾出身）でありサンフランシスコ領事を務めた河北俊弼（河北義次郎）である[3]。
- 父、母、7歳上の姉、2歳上の兄がいる5人家族。父は愛媛県今治市出身、母は東京都[18]出身。『アメトーーク!』観光大使芸人（2016年6月23日放送）に出演した際、「ダディは愛媛県今治市出身なんですよ」と明かしている。

### 交友関係
- 女優・萬田久子と家族ぐるみの付き合いがある[19]。
- 桐谷美玲とは公私共に交流があり[20]、「みれまゆ」コンビと呼ばれファンにも親しまれている。仲良くなったきっかけはドラマ『アンダーウェア』での共演[21]。2017年9月2日の「第25回 東京ガールズコレクション 2017 AUTUMN／WINTER」では、ランウェイ上で河北と桐谷が抱き合いキスする場面が見られた[22]。
- 成海璃子、忽那汐里は高校の同級生である[23]。オーストラリア出身である忽那とは英語で会話していた。
- 大親友と語るすみれともプライベートでは英語で会話している[24]。

## 受賞歴
2014年
- 第1回花嫁アワード[25]

2016年
- 第29回日本メガネベストドレッサー賞・特別賞[26]
- 第2回クリスマスジュエリープリンセス賞（タレント部門）[27]
- ネイルクイーン 2016・女優部門[28]

2017年
- 「8月1日『歯が命の日』記念 歯が命アワード2017」[29]

## 出演作品

### テレビドラマ
- 世界組TV（2005年12月10日・2006年3月18日、フジテレビ） - 主演・マユ 役
- 学校じゃ教えられない! 第2話（2008年7月22日、日本テレビ）
- オルトロスの犬（2009年7月24日 - 9月25日、TBSテレビ） - 碧井志穂 役
- 美向上計画〜鈴木凛子、20歳〜（2010年4月5日 - 9月27日、関西テレビ） - 主演・鈴木凛子 役
- ベストフレンド…（2010年9月4日 - 18日、NHKワンセグ2）
- ドン★キホーテ（2011年7月9日 - 9月24日、日本テレビ） - エリ 役
- サムズ アップ!（2011年10月25日 - 12月27日、BSフジ） - 麗子 役
- 妄想捜査〜桑潟幸一准教授のスタイリッシュな生活（2012年1月22日 - 3月18日、テレビ朝日） - 山本瑞穂 役
- スプラウト（2012年7月7日 - 9月29日、日本テレビ） - 谷山清佳 役
- アイチ★ポリスAAA（2012年8月6日 - 2013年2月4日、名古屋テレビ放送） - 愛知県警特捜班司令官 役
- Mistake! 第2話（2013年3月18日、フジテレビ）[注 1]
- MISSION：ENGLISH〜英検大作戦（2013年4月7日 - 2014年3月23日、BSフジ） - マリ・リヴィエール 役
  - MISSION ENGLISH SEASON 2（2014年4月6日 - 、BSフジ）
- POWER GAME〜パワーゲーム〜（2013年8月10日 - 9月28日、NHK BSプレミアム） - 小池亜弥 役[30]
- ハクバノ王子サマ 純愛適齢期（2013年10月3日 - 12月26日、読売テレビ） - 東山カオリ 役
- クロコーチ（2013年10月11日 - 12月13日、TBSテレビ） - 恬恬 役
- 大河ドラマ 八重の桜 第43話 - 第44話（2013年10月27日 - 11月3日、NHK） - 津田梅子 役
- 金曜プレミアム アンダーウェア（2015年11月13日 - 12月4日、フジテレビ） - 鴻野由梨 役
- 白鳥麗子でございます!（2016年1月 - 3月、名古屋テレビ放送） - 主演・白鳥麗子 役[31]
- ドクターX〜外科医・大門未知子〜 第6期（2019年10月17日 - 12月19日、テレビ朝日） - 伊倉瑠璃 役
- M 愛すべき人がいて（2020年4月 - 7月、テレビ朝日） - 野島美香 役[32]
- 警視庁強行犯係・樋口顕Season2 初回スペシャル（2022年7月15日、テレビ東京） - 木崎美保 役[33]

### webドラマ
- サヨナラの恋（2010年10月1日 - 全12話、BeeTV） - 葉山梨花 役
- BE NATURE!〜欲望に素直な女たち〜 「つぶやく女」（2012年11月29日、YouTube）
- アンダーウェア（2015年秋、Netflix） - 鴻野由梨 役 ※配信後にフジテレビ系列で放送[34]
- おとなになっても（2025年4月26日 - 、Hulu） - 由香子 役[35]

### バラエティ番組
現在の出演作品
- 世界の果てまでイッテQ!（2011年4月10日 - 、日本テレビ） - 「出川ガール」としてコーナー準レギュラー[注 2]
- 1泊家族（2023年9月16日 - 、テレビ朝日）

過去の出演作品
- ザ・ベストハウス123（2009年1月21日 - 2012年3月14日、フジテレビ） - 192号室[注 3]
- VIDEGRAJIN〜ビデグラジン〜（2009年12月9日 - 2010年2月24日、関西テレビ）[注 3]
- TOKYO FASHION EXPRESS（2010年4月4日 - 2011年4月21日、NHK BS1）
- コネクト（2011年4月3日 - 2012年3月3日、NHK総合テレビ） - ナビゲーター
- ヒルナンデス!（2011年3月28日 - 2021年3月26日、日本テレビ） - 隔週水曜レギュラー（2012年3月21日まで）→金曜レギュラー（2012年4月13日から）[注 4][36]
- 東京EXTRA（2015年10月19日 - 2016年6月27日、TBSテレビ） - MC[37]
- BeauTV〜VoCE （2016年4月1日 - 2022年4月1日、テレビ朝日 / 2016年4月2日 - 9月24日、BS朝日） - MC
- パックン＆河北麻友子のあつまれ!VRフレンズ（2017年1月6日 - 3月24日、TOKYO MX1）
  - パックン・河北麻友子・池澤あやか VRフレンズ2（2017年10月13日 - 12月30日、TOKYO MX1）
- ミュージックスコップ（2017年10月30日 - 2018年10月1日、RKB毎日放送） - MC
- ノブナカなんなん? (2021年10月20日 - 2023年3月1日、テレビ朝日)
- 所でナンじゃこりゃ!?（2021年 - 、テレビ東京）
- 隣のブラボー様（2023年4月5日 - 9月16日、テレビ朝日）

### ウェブバラエティー
- 私たち結婚しました（2021年7月9日 - 9月10日、ABEMA） - MC[38]
- あれほど逃げろと言ったのに…（2019年、AbemaTV） - MC

### 映画
- ひとりかくれんぼ 劇場版（2009年5月23日、ジョリー・ロジャー） - 宇野りつ子 役
- FASHION STORY -Model-（2012年11月17日、ユナイテッド エンタテインメント） - レナ 役
- 空の境界（2013年2月16日、横田佳代子事務所 / セントラルメディアプロモート） - 主演・澤村悠子 役
- トレジャーハンター・クミコ（2014年、Amplify） - Ms. Kanazaki
- 白鳥麗子でございます! THE MOVIE（2016年、エスピーオー） - 主演・白鳥麗子 役
- ルール・オブ・リビング 〜“わたし”の生き方・再起動〜（2025年公開予定、バリオン）[39]

### 劇場アニメ
- レイトン教授と永遠の歌姫（2009年12月19日、東宝） - 会場アナウンス 役[40]
- 鷹の爪GO 〜美しき エリエール消臭プラス〜（2013年9月13日、東宝） - オキテマス・ヨルニー 役[41]
- GANTZ:O（2016年10月29日、英語版） - 山咲杏 役 ※ 第29回東京国際映画祭のみの上映[42]
- 名探偵コナン 紺青の拳（2019年4月12日、東宝） - レイチェル・チェオング 役[43]

### ラジオ
- 飛び出せ!イマドキッ（2011年8月6日 - 10月22日、MBSラジオ）
- ゴチャ・まぜっ!火曜日（2013年4月16日 - 2014年3月25日、MBSラジオ）
- アッパレやってまーす!木曜日（2014年4月3日 - 2017年3月、MBSラジオ）
- 河北麻友子のマユコレ!（2015年4月3日 - 、ニッポン放送 マンスリーゲストを4週ずつ迎えるトーク番組）
- AVALON 火曜日（2017年4月4日 - 2017年9月26日、J-WAVE）

### 舞台
- つかこうへいダブルス2014（2014年8月29日 - 9月14日、シアタートラム）[44]
  - 新・幕末純情伝 - 主演・沖田総司 役
  - 広島に原爆を落とす日 - 重宗夏枝 役

### ファッションショー
- SHIZUOKA COLLECTION 2015 Autumn/Winter（2015年9月19日、グランシップ）

### CM
- 小学館 PS（2009年2月 - ）
- カリエ  BEASHOW by Noz（2012年4月 - ）
- フィシコ ne'kur（2013年6月 - ）
- サンテック産業 N.A by NUDYAURA（2013年8月 - ）
- GMOクリック証券（2014年1月 -2014年12月）
- 第18回統一地方選挙 川崎市・区選挙管理委員会 選挙啓発キャンペーン（2015年4月12日投票）[45]

ポスターとネット上のCMの双方に出演。
- 太田胃散 太田胃散整腸薬（2015年7月 - ）
- 河北新報「河北麻友子新報」（2016年5月17日）[46]
- 井田ラボラトリーズ「CANMAKE」（2016年） - イメージキャラクター [47]
- HotelsCombined（ホテルズコンバインド）（2017年7月 - ） - イメージモデル[48]
- アイム（現・第一三共ヘルスケアダイレクト） ライスフォース「キレイ、育む」篇 (2021年3月18日 -) [49]

### 雑誌
- Pretty Style（2008年 - 2011年、小学館） - 専属モデル
- ViVi（2012年 - 2019年、講談社） - 専属モデル[7][8]
- MAMOR（2011年8月号、扶桑社） - 防衛省広報誌。徳島航空基地を訪問し、海上自衛隊の制服を着用し撮影、表紙と巻頭グラビアを飾る。

### PV
- BIG BANG 「MY HEAVEN」（2009年6月24日）
- JUJU 「桜雨」（2010年2月24日）
- 中村舞子 「届きそうな距離で…。」（2011年11月30日）[注 5]

### イベント
- elfin'デビューイベント（2015年5月24日、池袋サンシャインシティ） - スペシャルゲスト